# 中国人民解放军后勤装备技术研究院
中国人民解放军后勤技术装备研究院，1960年6月1日成立的正军级单位。隶属于总后勤部。负责全军后勤技术装备的研究。1979年撤销。

## 机构设置
- 军械维修研究所，后改名军械技术研究所。
- 给养研究所，后并入军需装备研究所
- 卫生装备研究所，后改名卫生装备研究所、卫勤保障技术研究所。
- 装卸装备研究所，后并入建筑工程研究所。
- 车辆研究所，后更名为车船维修油料应用研究所、车船研究所、军事交通运输研究所。
- 油料装备研究所，后并入油料研究所。
- 后方工程研究所，后改名仓库研究所、物资贮存技术研究所、建筑工程研究所
- 被服装具研究所，后并入军需装备研究所
- 化工研究所，后并入油料研究所。

## 历任领导
中国人民解放军后勤技术装备研究院
| 院长 - 杨恬 - 傅家选 - 杨毓贤 - 何流（1976年3月-1979年） | 政治委员 - 王徵枕 - 况玉纯 |

副院长
- 唐成仪
- 黄同
- 江平
- 彭传清
- 耿毓桂[3]
- 陈世富
- 高子明

副政委
- 刘义华
- 严国光
- 张汉湘
- 张利军

政治部主任
- 田野（1972年6月至1978年9月）[4]